# 镇羌堡 (山西省)
40°24′21″N 113°14′21″E / 40.40583°N 113.23917°E
镇羌堡是明长城大同镇北东路下辖的一个堡寨，属于“塞外四堡”之一。位于今山西省大同市新荣区堡子湾乡镇羌堡村，北距大同市约40千米，距长城大边南侧约100米。
据明王士琦《三云筹俎考》：镇羌堡为“嘉靖二十四年（1545年）设，万历二年（1574年）砖包。”“镇羌四堡”（即塞外四堡）均为时任大同巡抚詹荣所修建，除镇羌堡外，还有拒羌堡、拒门堡和助马堡拒羌堡军事地位重要，为边塞首冲之地。嘉靖三十年（1551），俺答汗部曾由拒羌堡入边大掠至洞儿沟诸处。为加强沿线一带防守，嘉靖二十七年（1548）在镇羌堡南筑得胜堡，镇羌堡西南约2里为得胜堡。
镇羌堡呈方形，东西墙245米，南北墙235米，高三丈八尺，原开有马市，遗址尚存。目前，镇羌堡包砖早已被拆走，只黄土夯筑墙体残存。